# スーパーギャング・ラサール石井の人間道場
『スーパーギャング・ラサール石井の人間道場』（スーパーギャング ラサールいしいのにんげんどうじょう）は、1986年10月7日から1987年3月31日まで、TBSラジオ制作の深夜ラジオ番組『スーパーギャング』の火曜日深夜（水曜日未明）でJRN系で放送されていたラジオ番組。パーソナリティはラサール石井。放送時間は毎週火曜日深夜（水曜日未明）25:00 - 27:00（午前1:00 - 3:00）。なお、新聞のラジオ欄における本番組のタイトル表記は一貫して『ラサール石井のスーパーギャング』であった。

## 概要
本番組のパーソナリティのラサール石井は、1986年4月から同じTBSラジオの夜ワイド『進め!おもしろバホバホ隊』の木曜日パーソナリティを務めていたが、バホバホ隊が1986年10月改編で終了し、そこから移動となる形で本番組がスタートした。
毎週週替わりで麻薬、原子力、エイズなど様々な社会問題を真面目に採り上げてラサールが独自にコメントをしていくという内容が特徴的な番組であった。
『スーパー会模試』という模擬試験のコーナーや、『ワンポイントチェック』コーナーで入学試験直前にチェック・確認すべき項目を解説するなど、受験生リスナーを意識した企画も本番組中で多く行われていた。

## 主なコーナー
スーパー会模試
ぼくよりグンとアホなやつ
- リスナーが自分の周りで珍発言・珍解答・珍行動をするなど「アホ」だと思った人物を報告[5]。

ワンポイントチェック
- 毎週一つのテーマを採り上げて、そのテーマにおいてチェック・確認すべき項目を解説[4]。

ラブホテルぎゃぐ電
- ラブホテルを訪れるカップルに本番組から電話でインタビュー[4]。
他

## ゲスト
- 中山美穂 （1986年12月2日）[2]
- 相楽晴子 （1987年2月3日）[2]
- 明石家さんま （1987年2月24日）[2]
この日さんまは本編2時間にわたってずっと出演、タイトルも『明石家さんまとラサール石井のスーパーギャング』として放送された[6]。
- 長山洋子 （1987年3月17日）[2]